# Ravioli

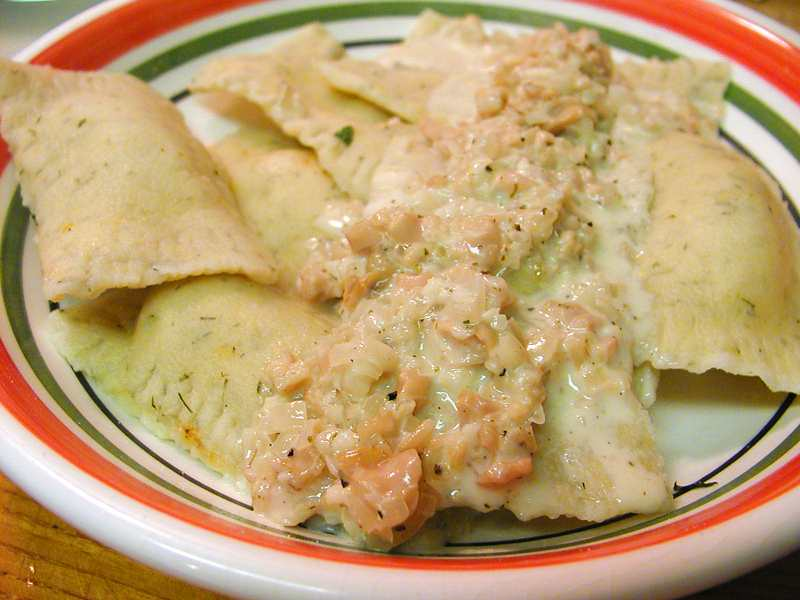
Raviolis amb anet i gambes.

Un ravioli és una peça de pasta de farina de forma quadrada o rodona, farcida amb carn picada, verdura o formatge i tancada pels quatre costats.

## Tradicions
La tradició de farcir preparacions amb herbes en lloc de carn a certes zones d'Itàlia es considerava molt adient al període de la quaresma. Els farcits vegetals no contenien carn i estaven compostos principalment de bledes, borratges i altres herbes que, tot i llur feble amargor s'associaven a les "herbes amargues" bíbliques (Èxode 12:8).

## Plats més comuns elaborats amb raviolis
- Raviolis a la italiana.
- Raviolis amb crema de formatge.
- Raviolis amb pebrots.
- Raviolis amb pesto.
- Raviolis d'espinacs amb formatge.
- Raviolis de peix.